# ルイズルイス加部
ルイズルイス加部（ - かべ、本名：加部 正義（かべ まさよし）、1948年11月5日 - 2020年9月26日）は、ベーシスト、ギタリストである。横浜市出身。
※ザ・ゴールデン・カップスの頃は、所属事務所の意向で1歳サバを読んで1949年生まれと称していた。その名残りで今でもたまに1949年生まれと書かれることがある。

## 経歴
1966年、後のグループ・サウンズ（GS）ブームにおける重要なバンドの一つとなる「ザ・ゴールデン・カップス」へ参加。加部はベースを担当していたが、1969年5月にエディ藩の脱退によりギターへ転向（加部はカップス参加前はギタリストだった）。なお、カップスの4thシングル『愛する君に』は、オリコン13位のヒットとなっている。1969年末日を以ってマモル・マヌー、林恵文と共にカップスを脱退する。
翌1970年に林恵文、ジョン山崎らと「ルーム」というバンドを組むが、瞬く間に解散。同年「フード・ブレイン」（陳信輝、角田ヒロ、柳田ヒロ、石川恵の4人で始まったユニットだったが石川が離脱していた）に加入し、象のジャケット写真で知られるアルバム「晩餐」をリリースするが、こちらもすぐに解散。
翌1971年に陳信輝、ジョーイ・スミスと「スピード・グルー&シンキ(Speed, Glue & Shinki)」を結成。2作目のアルバム製作途中で脱退した後は、デイヴ平尾、柳ジョージらと「ニュー・ゴールデン・カップス」として京都のサパークラブ「ママリンゴ」などで昔の曲や洋楽のカバーを演奏（1973～74年）。また、元「ザ・ダイナマイツ」〜「村八分」の山口冨士夫と「リゾート」なるバンドを組んでいたこともあった（1976年）。
その後、ミュージシャンから足を洗いアメリカ（バークレー）に住んでいた加部が帰国したタイミングでCharが訪ね、一緒にバンドを組むため熱心に説得。1978年にジョニー吉長と共にバンド「ジョニー、ルイス&チャー」を結成。後に「ピンククラウド」に名称を変更。武道館公演をできるほどの人気バンドとなったが、1994年に活動停止した。
「ピンククラウド」活動停止後は、ソロ・アルバムのリリースや、1996年に再結成されたアラン・メリル率いる「ウォッカ・コリンズ」への参加、「ぞくぞくかぞく（ZZK）」の結成（1995年）、「布谷文夫＆DEW」のサポート（1998年）など、マイペースな活動を続けていた。2003年には「ザ・ゴールデン・カップス」の再結成に参加する。また、2010年と2017年に行われたアラン・メリルの来日公演ではベーシストを務めた。
カップス時代から21世紀まで、枠にとらわれないフリーなプレースタイルを身上としていた。特にカップスでの「リードベース」とも言うべき斬新なプレーは、後進に多大な影響を与えた。
酩酊時に描いたようなシュールなイラストレーションを得意としており、ジョニー、ルイス&チャーや自身のソロ作品でのアルバムジャケットなどで、その独特な世界を味わうことができる。
2020年9月26日、多臓器不全により横浜市内の病院で死去した。没年71歳。

## ディスコグラフィ

### ソロアルバム
- 『MOON LIKE A MOON』（1983年7月発売）バップ
- 『COMPOUND』（1985年12月発売）東芝EMI
- 『eyeless sight』（1994年5月発売）江戸屋
- 『WEED』（2010年2月発売）アルタミラミュージック

### 発掘ライブアルバム
- リゾート『live 1976』（2017年8月発売）グッドラヴィン
- スピード・グルー＆シンキ『MAAHNGAMYAUH』（2021年10月発売）スーパーフジ
- 悪魔のはらわたブギウギ・バンド/ニュー・ゴールデン・カップス『横浜野音の奇蹟』（2023年8月発売）スーパーフジ

## 所属しているバンド
- 「ぞくぞくかぞく」 - 加部正義 (GUITAR)／富岡GRICO義広 (DRUMS)／鈴木享明 (BASS)／手代木TESSHII克仁 (GUITAR)
- 「グループアンドアイ」 - 加部正義 (GUITAR) ／YUKI（VOCAL）／KING-CHANG（GUITAR）／大貫悟（BASS）／湊雅史（DRUMS）